# Шеридан, Томми
Томми Шеридан (англ. Tommy Sheridan; род. 7 марта 1964, Глазго) — шотландский политик, социалист. Лидер движения «Солидарность», бывший лидер Шотландской социалистический партии.

## Биография
Томми Шеридан родился в Глазго, его мать была известным политическим активистом. Среднее образование получил в католической школе в Глазго, затем окончил университет Стирлинг. Во время обучения в университете Шеридан стал членом троцкистской группы «Милитант» в рамках Лейбористской партии Великобритании. В 1989 группа троцкистов, в том числе и Шеридан, вместе с коммунистами и социалистами были изгнаны из партии. Лейбористская партия посчитала что левое крыло партии создаёт для неё плохую репутацию.
Томми Шеридан был ключевой фигурой в переговорах о создании Шотландского социалистического союза в 1996 году. В 1998 году для участия в первых выборах восстановленного шотландского парламента союз был преобразован в Шотландскую социалистическую партию. На первых выборах партия получила лишь одно место в парламенте, его занял Томми Шеридан как лидер партии. В 2003 году он был переизбран.

## Отставка и скандал
11 ноября 2004 года Томми Шеридан покинул пост главы партии сославшись на семейные обстоятельства, он утверждал что его жена ждёт первенца. Его отставка вызвала споры в прессе. Британский таблоид «News of the World» выпустил серию статей посвящённых отставке, в одной из них содержались обвинения во внебрачных связях. Шеридан отверг все обвинения и заявил о намерении подать в суд на издание.
В ходе судебного заседания судья по требованию ответчика запросила протоколы заседаний партии, вызванный свидетелем Алан МакКомбс отказался их предоставить. По решению судьи свидетель вынужден был провести 12 дней в заключении до того как партия решила предоставить протоколы, которые впоследствии были обнародованы. В стенограммах обсуждения членами партии одной из статей «News of the World» в которой утверждалось что Шеридан посещал клуб свингеров в Манчестере, а также то что он употреблял шампанское и кокаин, хотя неоднократно заявлял о своём трезвом образе жизни. В стенограмме этого обсуждения зафиксированы слова Шеридана о том что он действительно два раза посещал свингер-клуб в 1996 и 2002 годах. В дальнейшем многие участники беседы были вызваны в суд в качестве свидетелей. Часть свидетелей подтвердила что Томми Шеридан в приватной беседе признался в том что он посещал свингер-клубы, также они отмечали что он сожалел о своих поступках и называл их ошибкой. Сам Томми Шеридан утверждал что стенограмма велась не точно и что на самом деле он утверждал что не посещал свингер-клубы.
Дело слушалось перед жюри присяжных, что необычно для шотландского гражданского делопроизводства. Несмотря на всю неоднозначность процесса присяжные присудили газете выплатить Томми Шеридану 200000 фунтов стерлингов. Впоследствии Томми Шеридан и ряд свидетелей были признаны виновными в даче ложных показаний суду, Томми Шеридан был осуждён на три года лишения свободы, вышел досрочно отбыв примерно один год в заключении.

## Солидарность
После ухода из социалистической партии, в сентябре 2006 года Шеридан объявил о создании нового социалистического движения — «Солидарность». Вместе с ним в новую партию ушли ряд его сторонников из социалистической партии. Новая партия участвовала во всех выборах в Шотландии, но не получила ни одного места в парламенте.